# Juan Bautista de Ormachea

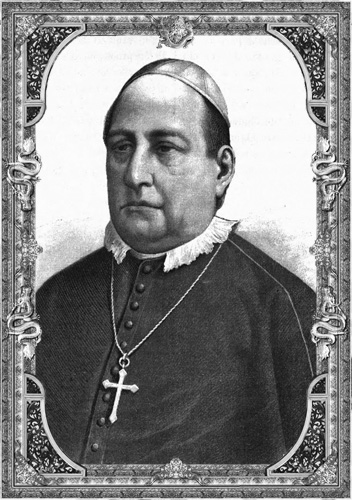
Juan Bautista de Ormachea.

Juan Bautista de Ormachea y Ernáiz (Cidade do México, 17 de maio de 1812 — Tulancingo, 19 de março de 1894) foi um prelado e político mexicano.
Em Março de 1853 foi nomeado bispo de Tulancingo. Opôs-se às leis da Reforma por meio de escritos, sermões e cartas pastorais. Substituíu o arcebisbo Pelagio Antonio de Labastida na Regência do Império. Terminado este cargo transitório regressou à sua diocese. Esteve exilado algum tempo após o triunfo da República, regressando ao México graças a uma amnistia concedida por Sebastián Lerdo de Tejada.